# Boonville (Észak-Karolina)
Boonville város az Amerikai Egyesült Államok Észak-Karolina államában, Yadkin megyében. Lakosainak száma 1185 fő (2020. április 1.).

## Népesség
A település népességének változása:

| 2010 | 1 222 |
| 2020 | 1 185 |